# Pouswaka-Peulh
Ne doit pas être confondu avec Pouswaka.
Pouswaka-Peulh est une commune située dans le département de Tenkodogo de la province de Boulgou dans la région du Centre-Est au Burkina Faso.